# Antonio Ramírez (militar)
Antonio Nicolás Ramírez (Buenos Aires, 1792 - Buenos Aires, 3 de febrero de 1843) fue un militar argentino de activa participación en la guerra de independencia, en las guerras civiles y en las luchas contra los indígenas de su país.

## Biografía
Era hermano de Andrés Florencio Ramírez, arcediano de la Catedral de Buenos Aires, que asistió al Cabildo Abierto del 22 de mayo de 1810, y del coronel Manuel Ramírez, que sería jefe de la artillería del Ejército del Norte.
Se incorporó como cadete al Regimiento de Artillería Volante en agosto de 1810, y permaneció en la capital hasta que fue incorporado al Ejército del Norte en julio de 1813. Participó en las batallas de Vilcapugio, Ayohuma, Venta y Media y Sipe Sipe, siempre como oficial de artillería.
Fue enviado a Buenos Aires en marzo de 1817 y –ascendido al grado de capitán– se incorporó al Regimiento de Artillería de la Patria. Fue edecán del Congreso. En enero de 1819 fue destinado a la guerra contra la provincia de Santa Fe, a órdenes del general Juan José Viamonte, aunque no tuvo oportunidad de combatir.
Participó en la Batalla de Cepeda, y fue también ayudante del coronel Eduardo Kaunitz de Holmberg, maestro de una generación de artilleros argentinos. Participó activamente en la crisis de 1820, siguiendo en general al general Soler. En julio de ese año fue tomado prisionero por las tropas de Estanislao López, siendo liberado poco después por el coronel Juan José Obando.
Fue incorporado a la Marina de Guerra a fines del año siguiente, y dado de baja a mediados del año siguiente.
Se reincorporó al ejército durante la Guerra del Brasil, pero prestó servicios en la capital. Combatió a órdenes del gobernador Manuel Dorrego en la batalla de Navarro, y – tras su fusilamiento – se unió a las filas de Juan Manuel de Rosas, a cuyas órdenes combatió en la batalla de Puente de Márquez. Unos días más tarde, se unió al sitio de Buenos Aires; en una pequeña batalla fue derrotado por el coronel Olavarría, aunque el sitio continuó y terminaría por obligar a Lavalle a renunciar. Fue oficialmente reincorporado al ejército de la Provincia de Buenos Aires en octubre de 1829 con el grado nominal de coronel. Poco después pasó a comandar el 1.er Escuadrón del Regimiento 2.º de Caballería de Campaña, con sede en Luján.
A comienzos de 1831 formó parte del "Ejército de Reserva", comandado por el general Juan Ramón Balcarce, que abrió la campaña contra las fuerzas de la Liga del Interior.  A fines de ese año asumió el mando del Regimiento 2.º de Caballería de Campaña. Pocas semanas más tarde, fue especialmente condecorado por su trabajo en apagar un peligroso incendio en la ciudad de Buenos Aires. Fue ascendido al grado de coronel en 1832.
En 1833 fue nombrado comandante del Regimiento de Patricios, al frente del cual participó en la Campaña de Rosas al Desierto. Durante la misma, ocupó la isla Choele Choel y estuvo a cargo del Estado Mayor, a órdenes directas de Rosas.
A su regreso, a mediados del año siguiente, volvió a asumir el mando del 2.º de Caballería, en Luján. Durante cuatro años, fue el encargado de custodiar prisionero en el Cabildo de la Villa de Luján al general José María Paz, el más capaz de los jefes unitarios, que había organizado la Liga del Interior. En sus Memorias, Paz lo recuerda como un oficial de mal carácter y avaro, excesivamente sometido a la autoridad de Rosas.
Durante los años en que estuvo acantonado en Luján, combatió repetidamente avances contra el límite oeste de la provincia – que en esa época estaba en el río Salado – de indígenas ranqueles. Obtuvo una notable victoria en Pozo del Indo, el 2 de octubre de 1837; otras dos victorias en enero del año siguiente; e hizo una campaña hasta la Sierra de Curumalal, cerca de Bahía Blanca.
En 1839 asumió como comandante del Departamento Militar del Norte, y rechazó un ataque de la flota francesa que apoyaba a los unitarios y prestaba apoyo al bloqueo francés del Río de la Plata. Como consecuencia, el cónsul francés exigió su destitución, por el maltrato dado a los marineros franceses que habían colaborado en ese ataque. La exigencia fue ignorada por el gobernador Rosas.
Al estallar la revolución de los Libres del Sur, reunió las tropas de la zona de La Matanza y – aunque no participó en la batalla de Chascomús – tomó parte en la persecución de los revolucionarios, ya vencidos.
En abril de 1840, al frente de 1.200 hombres, pasó a la provincia de Entre Ríos, para enfrentar a las fuerzas correntinas dirigidas por el general Lavalle y participó en la batalla de Don Cristóbal. Tras esa batalla, tuvo una seria discusión con Echagüe, por lo que abandonó su ejército y se trasladó a San Nicolás de los Arroyos. Mientras cruzaba el Paraná fue tomado prisionero por un buque francés. Fue liberado en octubre de 1840, como consecuencia del tratado Mackau – Arana.
Falleció el 3 de febrero de 1843.
Dos años antes de su fallecimiento había comprado una estancia en jurisdicción del partido de Luján, en el actual pueblo de Paso del Rey. Su viuda, Justa Rufina Herrero, fue una de las fundadoras del pueblo de ese nombre, actualmente en el partido de Moreno.